# Tân Uyên (huyện)
Tân Uyên là một huyện nằm ở phía đông tỉnh Lai Châu, Việt Nam.

## Địa lý
Huyện Tân Uyên nằm ở phía đông tỉnh Lai Châu, cách thành phố Lai Châu 73 km về phía đông, cách trung tâm thủ đô Hà Nội khoảng 351 km, có vị trí địa lý: 
- Phía đông giáp thị xã Sa Pa và huyện Văn Bàn thuộc tỉnh Lào Cai
- Phía tây giáp huyện Sìn Hồ
- Phía nam giáp huyện Than Uyên và huyện Quỳnh Nhai, tỉnh Sơn La
- Phía bắc giáp huyện Tam Đường.

Huyện Tân Uyên có diện tích là 903 km² và dân số là 42.221 người với 8 dân tộc: Thái, Kinh, Laha, Mông, Khơ Mú, Dao, Lào, Giáy và Tày, trong đó người Thái chiếm số đông với gần 52%.

## Lịch sử
Trước năm 2008, địa bàn huyện Tân Uyên ngày nay thuộc huyện Than Uyên, tỉnh Lai Châu.
Huyện Tân Uyên được thành lập theo nghị định số 04/NĐ-CP của Chính phủ ngày 30/10/2008 trên cơ sở điều chỉnh 90.326,75 ha diện tích tự nhiên và 42.221 người của huyện Than Uyên (bao gồm toàn bộ diện tích tự nhiên và người của các xã: Mường Khoa, Phúc Khoa, Nậm Sỏ, Nậm Cần, Thân Thuộc, Trung Đồng, Hố Mít, Pắc Ta, Tà Mít và thị trấn Tân Uyên (trung tâm huyện)).

## Hành chính
Huyện Tân Uyên có 10 đơn vị hành chính cấp xã trực thuộc, bao gồm thị trấn Tân Uyên (huyện lỵ) và 9 xã: Hố Mít, Mường Khoa, Nậm Cần, Nậm Sỏ, Pắc Ta, Phúc Khoa, Tà Mít, Thân Thuộc, Trung Đồng.

## Kinh tế
Kinh tế trên địa bàn huyện chủ yếu là nông nghiệp. Hình thức canh tác nông nghiệp của bà con dân tộc thiểu số nhìn chung còn lạc hậu. Về công nghiệp tồn tai một nhà máy chè kế thừa từ tài sản XHCN. Thương nghiệp và dịch vụ còn sơ khai. Một số mặt hàng xuất khẩu tại Tân Uyên - Chè thô, Gỗ, vải thổ cẩm, nhựa thông, thảo quả, các mặt hàng nông sản khác chủ yếu cây ăn quả-nhãn